# Carenum transversicolle
Carenum transversicolle – gatunek chrząszcza z rodziny biegaczowatych i podrodziny Scaritinae.
Gatunek ten opisany został w 1868 roku przez Maximiliena Chaudoira.
Osiąga 12 mm długości ciała. Bezskrzydły.
Drapieżny. Żyje w glebie, a na powierzchnię wychodzi prawie wyłącznie pod osłoną nocnych ciemności.
Gatunek endemiczny dla Australii, gdzie występuje w basenie jeziora Eyre, w Mac Donnel Range oraz wzdłuż rzeki Finke.